# Fokker F.III
A Fokker F.III egy egymotoros felsőszárnyas utasszállító repülőgép, melyet az 1920-as években gyártott a hollandiai Fokker repülőgépgyár. A gépet Fokker-Grulich F.III néven Németországban is gyártották.
A repülőgép a Fokker F.II továbbfejlesztett változata volt. Ebben a gépben összesen 5 utas és 1 főnyi személyzet (kapitány) számára volt hely. A pilótafülkében a kapitány a motortól kb. 100 mm-re ült, az utasok mögötte, igen szűk térben helyezkedtek el. Az F.III törzse négyszögletes keresztmetszetű acélszerkezet volt, amelyet vászonnal borítottak be. A belül intarziás falemezzel beburkolt, elegáns stílusú utastér végébe háromszemélyes kanapét, annak elébe két bőrfotelt szereltek, a luxusérzetet szőnyeg, függönyök és több lehajtható kis asztalka tette teljessé.
Eredetileg egy 138 kW-os teljesítményű  BMW IIIa motor hajtotta, de a KLM flottájában ezeket Siddeley Puma motorokra cserélték. Mivel a gép egyszerre csak 1000 kilométert tudott egy tankolással  repülni, a járművet inkább belföldi, vagy rövidebb külföldi (pl.: Amszterdam–London) járatokon használták. Németországban egészen 1936-ig alkalmazták őket.
A repülőgépet Németországon kívül Hollandia, a Szovjetunió, Dánia és Magyarország alkalmazta, utóbbi a Malert légitársaság kötelékében.

## Fordítás
- Ez a szócikk részben vagy egészben  a   Fokker F.III című angol Wikipédia-szócikk ezen változatának fordításán alapul.  Az eredeti cikk szerkesztőit annak laptörténete sorolja fel. Ez a jelzés csupán a megfogalmazás eredetét és a szerzői jogokat jelzi, nem szolgál a cikkben szereplő információk forrásmegjelöléseként.